# Virus bệnh bạch cầu sarcoma ở gia cầm
Virus bệnh bạch cầu sarcoma ở gia cầm (ASLV) là một retrovirus nội sinh lây nhiễm, dẫn đến ung thư ở gà; chim và một số động vật có vú khác. ASLV sao chép trong nguyên bào sợi phôi gà, các tế bào góp phần hình thành các mô liên kết. Các dạng khác nhau của bệnh tồn tại, bao gồm bệnh bạch cầu lympho, bệnh bạch cầu myeloid cấp tính và loãng xương.
Virus bệnh bạch cầu sarcoma ở gia cầm được đặc trưng bởi một loạt các khối u, trong đó phổ biến nhất là u lympho. Bệnh bạch cầu lympho là dạng phổ biến nhất của bệnh này và với biểu hiện điển hình là khởi phát từ từ, tỷ lệ tử vong thấp. Bệnh cũng tấn công gan to do sự xâm nhập của tế bào ung thư trong hệ bạch huyết. Ngoài ra, các cơ quan trong ổ bụng khác và túi Fabricius thường bị nhiễm bệnh.

## Đối tượng
Bệnh bạch cầu lympho có phân bố trên toàn thế giới, và thường được tìm thấy ở chim sống 16 tuần tuổi trở lên.

## Phân loại
ASLV là một virus thuộc nhóm VI thuộc họ Retroviridae. Nó thuộc chi Alpharetrovirus, và có hình thái loại C. Do đó, nó là một loại virus được bao bọc với lõi trung tâm, cô đặc và có gai hoặc vỏ protein hầu như không nhìn thấy được.
ASLV được chia thành sáu nhóm nhỏ, được dán nhãn từ A đến E và J, mỗi nhóm có tính kháng nguyên khác nhau do sự khác biệt trong glycoprotein bao bọc virus. Các chủng từ A đến E có liên quan cao và được cho là đã phát triển từ cùng một tổ tiên. Các nhóm nhỏ phát triển để sử dụng các thụ thể tế bào khác nhau để xâm nhập vào các tế bào gia cầm do vật chủ phát triển đề kháng với sự xâm nhập của virus. Một số biến thể kháng nguyên có thể xảy ra trong các nhóm nhỏ, và tất cả các chủng đều gây ung thư, nhưng tính gây ung thư và khả năng sao chép khác nhau giữa các nhóm nhỏ.